# 48 км (колійний пост, Одеська залізниця)
48 кіломе́тр — колійний пост Шевченківської дирекції Одеської залізниці
Розташований біля селища Ружицьке Ладижинської міської ради Вінницької області на лінії Христинівка — Вапнярка між станціями Губник (11 км) та Ладижин (5 км).
Тут зупиняються приміські поїзди Христинівка — Вапнярка, швидкі поїзди не зупиняються. Поруч Ладижинська виправна колонія № 39, за 4 км розташоване велике село Четвертинівка. Раніше неподалік діяв пором через річку Південний Буг.